# 東海大学人体科学博物館
東海大学人体科学博物館（とうかいだいがくじんたいかがくはくぶつかん）は、静岡県静岡市清水区（旧清水市）で、東海大学社会教育センターが社会教育活動の一環として開館していた施設の一つであった。2000年10月30日に閉館。現在は、東海大学自然史博物館の建物として使用されている。

## 概要
東海大学の創設者である松前重義が1974年4月に本学医学部が開設されるのに伴い、「医学部を単に医師と患者だけのものにしないで、広く社会に開放するという強い意志」を体現する1つとして、健康を保つための人体に関する科学的な知識や医学についての情報を広く普及させることを目的に、近年一般的に用いられる言葉の1つであるウエルネス概念の社会教育を行うために1973年4月27日に開館し、2000年10月31日に閉館した東海大学の博物館である。
1978年7月に、「口から入ってミクロの世界」をテーマに大改装を実施。博物館を人体に見立て、館内を心臓、肺、小腸などの器官として再現し、その中を見学して行くことによって、体の仕組みと機能を理解してもらうというものであった。

## 沿革
- 1974年4月27日 東海大学人体科学博物館を開館。
- 1978年7月 大規模リニューアルを実施。
- 2000年10月31日 東海大学人体科学博物館を閉館。
- 2002年1月2日 東海大学自然史博物館として建屋を再利用しオープン。